# Cyperus houghtonii
Cyperus houghtonii är en halvgräsart som beskrevs av John Torrey. Cyperus houghtonii ingår i släktet papyrusar, och familjen halvgräs. Inga underarter finns listade i Catalogue of Life.